# Каникулы (фильм, 2023)
«Каникулы» — российский художественный фильм, дебютный полнометражный фильм режиссёра Анны Кузнецовой. Фильм снят по совместному сценарию Кузнецовой и Екатерины Задохиной о двух учительницах, которые сопровождают группу детей на фестиваль школьных театров. В главных ролях задействованы Полина Кутепова и Дарья Савельева.
Хотя фильм снимался в 2021 году и был завершён в 2022 году, его премьера на кинофестивале «Маяк» состоялась лишь в 2023 году, далее почти год фильм находился в подвешенном состоянии, а в кинопрокат вышел 7 ноября 2024 года. Телевизионная премьера фильма прошла 8 февраля 2025 года на Первом канале в программе «Закрытый показ» с Александром Гордоном.

## Создание
Фильм задумывался как совместное производство России и Финляндии. В роли оператора выступил Яни-Петтери Пасси, работавший над фильмом «Купе номер шесть», которое лишилось прокатного удостоверения в России. Продюсерами также стали Наталья Дрозд и финн Юсси Рантамяки, задействованные в «Купе номер шесть». В Финляндии планировалось делать этапы постпродакшена — звук и цветокоррекцию, однако после февраля 2022 года это стало невозможным.
Сценарий фильма был написан за два года — он был начат в 2018 году. Один год сценарий создавался Кузнецовой и Задохиной, затем ещё год редактировался вместе с Борисом Хлебниковым, креативным продюсером. Из-за пандемии коронавируса в Минкульте был отменён питчинг в апреле 2020 года, однако он состоялся в ноябре, когда группе были выделены средства. При этом к началу киноэкспедиции коронавирусные ограничения вернулись из-за «дельта-штамма», и когда группа прибыла в гостиницу в Сочи на съёмки, тест выявил коронавирус у Анны Кузнецовой. Из-за этого она на время поселилась в отдельной палатке, откуда и режиссировала фильм. При подборе актёров на детские роли в фильме собрался «звёздный» каст, куда в числе прочих вошли дочь актёров Евгения Ткачука и Елены Маховой, дочь Алексея Бокова, дочь Алины Ходжевановой, дочь Мириам Сехон.
Всего было отснято три часа материала, в том числе детские импровизации, лишь часть из которых вошла в фильм. Вырезана была также финальная сцена, которая была оммажем «Ста дням после детства» (ещё одно воспоминание о каникулах после возвращения): по словам режиссёра, «стало понятно, что сцена туда не встает и нужно закончить так, как всё и заканчивается».
Поскольку соавтор сценария Екатерина Задохина сама ведет театральный кружок в Обнинске, Кузнецова перед съёмками наблюдала за её детьми и поехала вместе с ними в лагерь в Абхазию. Интересно, что случай с требованием убрать из названия спектакля слово «вино», придуманный сценаристами специально для фильма, впоследствии произошёл и в жизни: на афише одной из постановок театрального кружка Задохиной в скобках было указано, что она основана на романе Рэя Брэдбери «Вино из одуванчиков», и её попросили убрать это уточнение, мотивировав это так: «Зачем нам вино?!» Кузнецова отмечает, что у Тани из фильма есть сходство с Задохиной, хотя это не полностью автобиографический образ. У героини Кутеповой также есть прототип, но не завуч, а хореограф и балерина. При разработке образа завуча «референсом» была Мэри Поппинс: «снаружи у неё чопорная оболочка, а внутри — праздник и волшебство, конфетти и воздушные шары». Что же касается Тани, то её скорее можно сравнить с Питером Пэном: её история «про то, как ты не хочешь взрослеть, потому что не знаешь, в кого тебе взрослеть, кем стать, когда вырастешь»; при этом «Марию Генриховну Таня хочет разгадать, как загадку, и одновременно быть ею».
По словам Анны Кузнецовой, «Каникулы» «в первую очередь про взрослых и для взрослых». Она также отметила, что для неё и соавтора сценария Екатерины Задохиной это комедия: «Нам с Катей (…) было смешно!». Из фильмов, наиболее повлиявших на «Каникулы», Кузнецова назвала «Сто дней после детства» Соловьёва и «Крылья» Ларисы Шепитько, хотя отметила, что в целом «специально в советскую традицию мы так сильно не погружались».
В октябре 2023 года на YouTube-канале компании Forest Film появился трейлер фильма.

## Сюжет
Театральный кружок калужской школы осенью отправляется со своим спектаклем на всероссийский фестиваль детского театра в Сочи. Двенадцать детей разного возраста везёт руководительница кружка, молодая раскованная учительница Таня. Для поддержания порядка с ними едет завуч школы Мария Генриховна, холодная и опытная дама, которая умеет решать возникающие по ходу административные проблемы. Третий взрослый в группе — Оксана, мама одной из школьниц.
Сложности начинаются уже в аэропорту, когда оказывается, что у одной из девочек при покупке билета был указан неверный номер свидетельства о рождении. В гостинице в Сочи нет свободных мест, так что всем приходится поселиться в трёх больших комнатах по пять человек. Кто-то из детей не ест еду в столовой, кто-то переживает первую любовь или буллинг. На этом фоне Таня и Мария Генриховна, очень разные по характеру, постепенно сближаются. Новая проблема возникает со стороны организаторов фестиваля с патетичным названием «Россия. Театр. Дети»: молодой функционер Максим настоятельно просит срочно поменять название спектакля «Земляничное вино» — оно звучит как пропаганда спиртных напитков, а у фестиваля возрастной рейтинг «6+». Доводы Тани о том, что спектакль поставлен по классике современной литературы, а вино в названии — метафора воспоминаний об уходящем детстве, не находят понимания: в случае отказа менять название и афишу спектакль будет снят из программы.
Из-за неразделённой любви к партнёру по сцене Саше у исполнительницы главной роли Ани портится настроение, репетиция идёт сложно. Вечером Таня и Мария Генриховна, гуляя, заходят на армянскую свадьбу: Мария Генриховна замужем за армянином и хорошо знает, как себя вести в данных обстоятельствах. Напившись, Таня прыгает в одежде в море. Ночью по дороге в гостиницу Мария Генриховна предлагает Тане снять мокрую одежду и даёт ей надеть свой пиджак. Их места в комнате оказываются занятыми, и они ночуют на одной кровати в пустом номере, где утром их застаёт Аня, напоминая о генеральной репетиции. Аня оскорбляет полную девочку Карину из их группы, называя её «Хомячихой», в результате Таня объявляет, что главную роль будет исполнять Карина. После ночных похождений Мария Генриховна, избегая слишком сильного сближения, вновь переходит с Таней на «вы». Она также сообщает Тане, что школьный кружок будет закрыт «из-за нерентабельности». Вся группа идёт на экскурсию в тисо-самшитовую рощу, где самшита не оказывается, а Аня уходит, чтобы побыть одна.
На показе спектакля Карина отказывается выходить на сцену, и главную роль без подготовки исполняет Вика, которой симпатизирует Саша. Спектакль оценивается жюри как слишком «взрослый» и непонятный, группа получает лишь диплом об участии. Таня расстроена, Мария Генриховна пытается успокоить её и детей. На банкете для взрослых участников Мария Генриховна спрашивает у Тани, что ей сделать для неё, и приносит ей две шоколадные театральные маски с главного торта. Все вновь радуются на дискотеке, только Аня плачет, потому что всё скоро закончится и никогда не повторится. Таня отвечает ей цитатой из «Земляничного вина» о том, что надо сохранить в себе воспоминания об этом лете на всю жизнь.
Группа возвращается, в аэропорту Марию Генриховну встречает муж на машине, и она вновь принимает свой обычный холодный вид.

## В ролях
- Дарья Савельева — Татьяна Викторовна Сирина
- Полина Кутепова — Мария Генриховна Абгарян, завуч
- Ирина Носова — Оксана, мама Вари
- Магога Мачульская — Аня Павлова
- Егор Леонтьев — Саша Антипов
- Марфа Иванова — Вика
- Лариса Маркина — председатель жюри
- Алексей Фокин — Максим Зинченко, член оргкомитета
- Андрей Пермяков — Олег Шаховской, член жюри
- Серафима Фролова — Карина
- Кира Сатункина — Даша
- Екатерина Ткачук — Варя
- Полина Ходжеванова — Ульяна
- Ангелина Бокова — Яся
- Михаил Бычков — Тима
- Максим Ворожнин — Паша
- Родион Егоров — Юра
- Мария Миненкова — Алёна

## Награды
- 2023 — Фестиваль актуального российского кино «Маяк» (Геленджик) — Гран-при[3]

## Отзывы
Фильм был хорошо оценен критиками. Так, Максим Гревцев назвал его «очень тонким зрительским кино о том, каково быть взрослым», «очень уютной, теплой историей, но с эсхатологическим привкусом». Он также отметил, что лучшие сцены «Каникул» связаны с дуэтом Савельевой и Кутеповой. Аналогично, по мнению Василия Степанова, «мягкое сближение двух героинь (…) — главный аттракцион „Каникул“», в целом же фильм — «легкая осенняя мелодрама о двух учительницах, увидевших друг друга и себя другими глазами на фестивале детской драмы».
Ная Гусева, оценив фильм на 8 из 10 баллов, отметила, что в нём «в фантик школьной поездки завернут не то экзистенциальный вопрос собственного призвания, не то гнет поедающей саму себя системы», при этом «несмотря на то что в центре сюжета должны быть дети, их проблемы оказываются гораздо менее фундаментальными и в целом решаются безболезненно». Леонид Кискаркин охарактеризовал «Каникулы» как «искреннюю и меланхоличную картину о том, как люди остаются собой в любой ситуации», отметив, что «это не производственная драма о постановке спектакля, а скорее бадди-муви».
Александра Кузнецова отметила сценарное несовершенство фильма: так, персонаж Савельевой, «с лёгкостью создающей эффект непринужденности характера и глубины личности, быстро оказывается в сценарном тупике», персонаж Кутеповой «оказывается нарисован не столько полутонами или акварелью, сколько пунктирной линией», что же касается детей, то «многообещающих персонажей много, но развития или раскрытия не удостаивается никто»: в целом же, «получилось собрать почти все элементы для современной лирической комедии, но пазлы сценария, к сожалению, так и не сложились в общую картинку». Критик выделила в качестве достоинства картины разнообразие героев и безукоризненную операторскую работу.
Фильм сравнивали с классикой советских фильмов о школе, в особенности фильмом Сергея Соловьёва «Сто дней после детства», но также с «Доживём до понедельника».

## Комментарии
1. ↑  В этом произведении угадывается роман «Вино из одуванчиков» Рэя Брэдбери[3].